# John Mayasich
John Edward Mayasich  (Eveleth, 22 mei 1933) is een voormalig Amerikaans ijshockeyer. 
Mayasich veroverde tijdens de Olympische Winterspelen 1956 in het Italiaanse Cortina d'Ampezzo de zilveren medaille achter de Sovjet-Unie. In zeven wedstrijden maakte Mayasich zeven doelpunten en vijf assists.
Vier jaar later won Mayasich tijdens de Olympische Winterspelen 1960 in eigen land de gouden medaille. Dit was de eerste keer dat de Amerikaanse ploeg olympisch goud won bij het ijshockey. Tijdens dit toernooi maakte Mayasich in zeven wedstrijden zes doelpunten en vier assists.